# Goldbach-Altenbach
Goldbach-Altenbach – miejscowość i gmina we Francji, w regionie Grand Est, w departamencie Górny Ren.
Według danych na rok 1990 gminę zamieszkiwało 210 osób, 23 os./km².